# Niphetogryllacris atriceps
Niphetogryllacris atriceps är en insektsart som först beskrevs av Brunner von Wattenwyl 1888.  Niphetogryllacris atriceps ingår i släktet Niphetogryllacris och familjen Gryllacrididae. Inga underarter finns listade i Catalogue of Life.